# PPP2CA
PPP2CA (англ. Protein phosphatase 2 catalytic subunit alpha) – білок, який кодується однойменним геном, розташованим у людей на короткому плечі 5-ї хромосоми. Довжина поліпептидного ланцюга білка становить 309 амінокислот, а молекулярна маса — 35 594.
| 10         |  | 20         |  | 30         |  | 40         |  | 50         |
| ---------- |  | ---------- |  | ---------- |  | ---------- |  | ---------- |
| MDEKVFTKEL |  | DQWIEQLNEC |  | KQLSESQVKS |  | LCEKAKEILT |  | KESNVQEVRC |
| PVTVCGDVHG |  | QFHDLMELFR |  | IGGKSPDTNY |  | LFMGDYVDRG |  | YYSVETVTLL |
| VALKVRYRER |  | ITILRGNHES |  | RQITQVYGFY |  | DECLRKYGNA |  | NVWKYFTDLF |
| DYLPLTALVD |  | GQIFCLHGGL |  | SPSIDTLDHI |  | RALDRLQEVP |  | HEGPMCDLLW |
| SDPDDRGGWG |  | ISPRGAGYTF |  | GQDISETFNH |  | ANGLTLVSRA |  | HQLVMEGYNW |
| CHDRNVVTIF |  | SAPNYCYRCG |  | NQAAIMELDD |  | TLKYSFLQFD |  | PAPRRGEPHV |
| TRRTPDYFL  |  |            |  |            |  |            |  |            |

A: Аланін

C: Цистеїн

D: Аспарагінова кислота

E: Глутамінова кислота

F: Фенілаланін

G: Гліцин

H: Гістидин

I: Ізолейцин

K: Лізин

L: Лейцин

M: Метіонін

N: Аспарагін

P: Пролін

Q: Глутамін

R: Аргінін

S: Серин

T: Треонін

V: Валін

W: Триптофан

Кодований геном білок за функціями належить до гідролаз, протеїн-фосфатаз, фосфопротеїнів. 
Задіяний у таких біологічних процесах, як мейоз, альтернативний сплайсинг, поліморфізм. 
Білок має сайт для зв'язування з іонами металів, іоном марганцю. 
Локалізований у цитоплазмі, цитоскелеті, ядрі, хромосомах, центромерах.